# حدياب

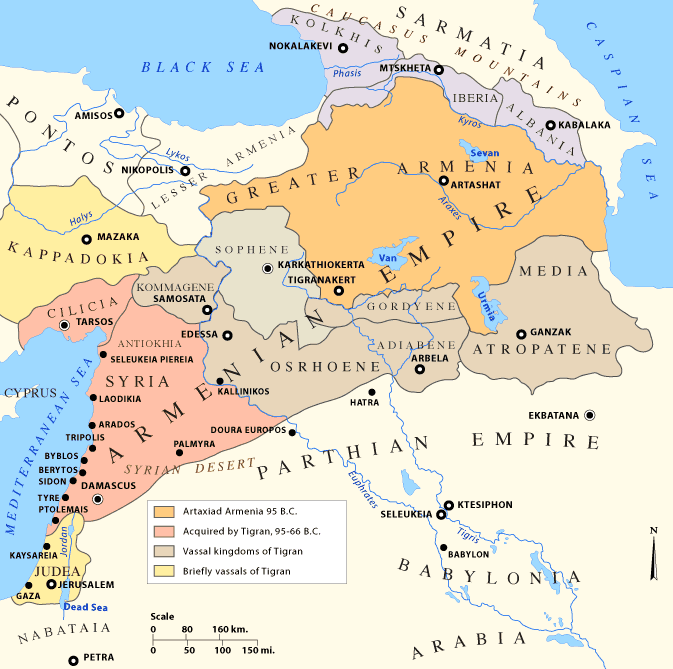
خريطة تظهر مملكة حدياب وعاصمتها أربيل كإحدى الممالك التابعة لأرمينيا

حدياب أو أديابين، (بالسريانية: ܣܘܪܝܝܐ حَذْيْأڤ او حْذَيْأڤ. باليونانية: Ἀδιαβηνή. بالفارسية والأرمنية «نورشركن») كانت مملكة قديمة شبه مستقلة موالية للبارثيين شمال بلاد الرافدين ما بين 15 م-116 م، حيث استمر حكمها حوالي قرن. كانت عاصمتها في مدينة اربائيلو والتي هي أربيل حاليا.
اعتنقت ملكتها هيلينا الحديابية اليهودية في القرن الأول الميلادي التي ذكر المؤرخ يوسفوس أنها انتقلت إلى أورشليم حيث مكثت هناك مع ابنها مونوباز الثاني فترة قبل وفاتها هناك. معظم سكان المملكة كانوا من الآشوريين الذين اعتنقوا المانوية والمسيحية في القرون اللاحقة، بالإضافة إلى أعداد من اليهود والفرس الزرادشتيين.
استطاع الأمبراطور الروماني تراجان احتلال المنطقة وإسقاط المملكة عام 116 م بعد حرب مع البارثيين. حيث أسس فيها ولاية آشور الرومانية.
اشتهرت حدياب في القرون المسيحية الأولى بمطرانيتها التي أصبحت مركزا للمسيحية السريانية الشرقية.

## الموقع
مملكة حدياب كانت تشغل الأرض الواقعة ما بين نهري الزاب الصغير والزاب الكبير، وحسب المؤرخ الروماني أميانوس مارسيليانوس فإن المملكة تمكنت من ضم نينوى (مدينة) وإكباتانا (همدان حاليا).

## تاريخ
حسب التاريخ القديم حدياب كانت جزءًا من آشور وكانت تحت السيطرة الفارسية، ويرجح بعض المؤرخين بأنها كانت ولاية فارسية في عهد الأخمينيون، تمكن الأخمينيون من احتلال حدياب خلال عهد الإمبراطور أردشير الثالث الأخميني حوالي عام 629 ق م، وبعد ثلاثة قرون تمكن الإغريق بقيادة اسكندر الأكبر وثم وقعت تحت سيطرة السلوقيين، إلا أن الفرس البارثيون في القرن الأول قبل الميلاد، وخلال عهد البارثيين حكم عدد من الملوك هذه المملكة بداية من إيزاتيس وثم ابنه مونوباز الأول.
الملك ايزاتيس وابنه مونوباز وزوجته الملكة هيلينا اعتنقوا اليهودية، وجعلوا من اليهودية الديانة الرسمية لمملكتهم، قوى الحديابيون علاقتهم مع الامبراطورية البارثية وشاركوا معهم في معارك ضد الرومان والأرمن، وخصوصًا في عهد مونوباز الثاني، الذي تعاون مع البارثيين ضد ملك أرمينيا في ذلك الوقت تيغرانيس في عام 61، وكذلك ساهم مونوباز الثاني بعقد اتفاقية سلام بين الرومان والبارثيين في عام 63. كما أنه دعم اليهود ضد الرومان خلال الحصار الذي فرض عليهم في عام (60-70)، في عهد الملك الروماني تراجان، تمكن الرومان من إسقاط مملكة حدياب في عام 115 خلال حملته لاحتلال وادي الرافدين، وكان اخر ملوك ميهاراسبيس، وجعلها تراجان تحت السيطرة الرومانية.